# Nguyễn Cảnh Cống
Nguyễn Cảnh Cống(1585-19/5/1643) Tham đốc Đô úy Lỵ quận công; người làng Ngọc Sơn, huyện Thanh Chương, tỉnh Nghệ An làm tướng trong triều đình Hậu Lê Việt Nam.
Ông là đời thứ 7 của dòng họ Nguyễn Cảnh tại Nghệ An; Cha là Thái Bảo, Thư Quận công Nguyễn Cảnh Kiên,vợ ông là Trịnh Thị Ngọc Thịnh con gái của Bình An Vương Trịnh Tùng, có hai con trai cũng làm tướng cùng Triều: Thọ lộc hầu (không rõ tên) và Tùy trung hầu Nguyễn Cảnh Sử.
Hậu duệ hiện nay tập trung chủ yếu tại xã Thanh An, huyện Thanh Chương.